# Dominique Damiani
Pour les articles homonymes, voir Damiani.
Dominique Damiani, née Guillaud le 12 juillet 1953 à Bourgoin et morte le 17 septembre 2019 à Colombe (Isère), est une coureuse cycliste et triathlète française. Elle a disputé aux Jeux olympiques en 1984, l'épreuve de cyclisme sur route en ligne et a été sacrée deux fois championne de France de triathlon longue distance en 1990 et 1992, remportant également l'Embrunman à deux reprises (en 1990 et 1991).

## Biographie

### Carrière cycliste
Dominique Damiani est licenciée au club cycliste des Sports Olympiques de Pont-de-Chéruy Charvieu, aujourd'hui nommé Charvieu-Chavagneux Isère Cyclisme.
Elle a porté à de nombreuses reprises le maillot de l'équipe de France de cyclisme sur route. Elle collectionne les places d'honneur au championnat du monde sur les courses en ligne : 26e en 1983, elle participe ensuite aux trois premiers des quatre sacres consécutifs de Jeannie Longo, se classant elle-même 6e en 1985, 15e en 1986 et 18e en 1987. Lors de cette dernière édition, elle s'engage aux côtés de Valérie Simonnet, Cécile Odin et Virginie Lafargue sur la première édition du championnat du monde contre-la-montre par équipes, auquel la France se classe septième. Elle compte aussi une sélection aux JO 1984 de Los Angeles, où elle se classe 14e de la course en ligne.
Sur le circuit international, son plus haut fait d'armes remonte à sa victoire sur les Champs-Élysées, à Paris, lors de la dernière étape du Tour de France féminin en 1985 (devant Catherine Swinnerton et Jeannie Longo), après sa deuxième place lors de la 9e étape.

### Carrière en triathlon
Dominique Damiani participe au premier championnat du monde de triathlon, organisé en 1989 à Avignon. Elle prend la sixième place de la catégorie 35–39 ans en 2 h 34 min 39 s et est la première européenne.
Elle est la première compétitrice à remporter deux fois consécutivement l'Embrunman, en 1990 et 1991. Elle prend la troisième place en 1992 de cette course, en même temps que son deuxième titre de championne de France longue distance après celui de 1990.

## Palmarès

### Palmarès en cyclisme sur route
- Championnat de France (course en ligne) :
  - 1988 :  3e à Wintzenheim
  - 1985 :  3e à Chailley
  - 1983 :  3e à Saint-Étienne
- Tour de France féminin :
  - 1985 : victoire sur la 17e étape (Chaville - Paris Champs-Élysées)
  - 1985 : 2e de la 9e étape (Saint-Joseph-des-Bancs - Lans-en-Vercors)

### Palmarès en triathlon
Le tableau suivant présente les principaux résultats (podiums) réalisés sur le circuit international de triathlon.
| Année | Compétition                                         | Pays   | Position           | Temps            |
| ----- | --------------------------------------------------- | ------ | ------------------ | ---------------- |
| 1992  | Embrunman                                           | France | Médaille de bronze | 12 h 52 min 14 s |
| 1992  | Championnat de France longue distance (LD)          | France | Médaille d'or      | 12 h 52 min 14 s |
| 1991  | Embrunman                                           | France | Médaille d'or      | 13 h 26 min 30 s |
| 1990  | Embrunman                                           | France | Médaille d'or      | 13 h 33 min 55 s |
| 1990  | Championnat de France longue distance (catégorie C) | France | Médaille d'or      |                  |